# Annette Soubrier
Annette Soubrier, née le 30 août 1865 à Paris et morte à Londres entre avril et juin 1951, est une couturière, vendeuse de volailles et militante anarchiste illégaliste française. Elle est connue pour son action pendant la naissance de l'illégalisme, où elle rejoint la bande à Ortiz, et pour le fait d'avoir été accusée au procès des Trente.
Soubrier épouse Paul Chiericotti et s'intègre avec lui aux milieux illégalistes français, rejoignant l'un de ces groupes, la bande à Ortiz. Arrêtée après avoir rejoint Chiericotti depuis Londres ; elle est mise en procès pendant le procès des Trente, un procès politique visant le mouvement anarchiste, mais tandis que son époux est condamné, la justice se penche peu sur son cas et elle est acquittée. Soubrier rejoint ensuite le Royaume-Uni et s'installe à Londres, où elle demeure jusqu'à sa mort, en 1951.
Bien qu'elle soit acquittée, son rôle au sein de la bande à Ortiz est revu à la hausse par des historiens plus récents, qui voient en elle — et dans ses multiples déplacements entre Londres et Paris — une figure possiblement importante dans le recel des biens de la bande.

## Biographie

### Jeunesse et anarchisme
Annette Soubrier naît dans le 3e arrondissement de Paris le 30 août 1865,,. Elle est fille cadette d'Antoinette Vincent et de Géraud Soubrier, qui exercent comme brocanteurs et tiennent un petit hôtel à Paris,,. Vers ses trois ans, sa mère meurt et Soubrier est élevée par son père et l'une de ses tantes, Marianne Vincent,. Marianne Vincent est veuve d'un communard et se remarie avec un menuisier aux sympathies anarchistes, Jean-Baptiste Lenfant,. 
Soubrier épouse le militant anarchiste Paul Chiericotti le 21 février 1885 à Paris. Elle a son oncle, Charles Vincent, comme témoin, tandis que Chiericotti est représenté par le compagnon italien Constant Magnani,. Dans les années qui suivent, le couple a quatre enfants et elle s'implique dans les activités de son époux comme marchande de volailles, par exemple,. Elle le rejoint à Londres pendant son exil en 1892 avec leur dernière fille, Ida, qui vient de naître,. 

### Illégalisme

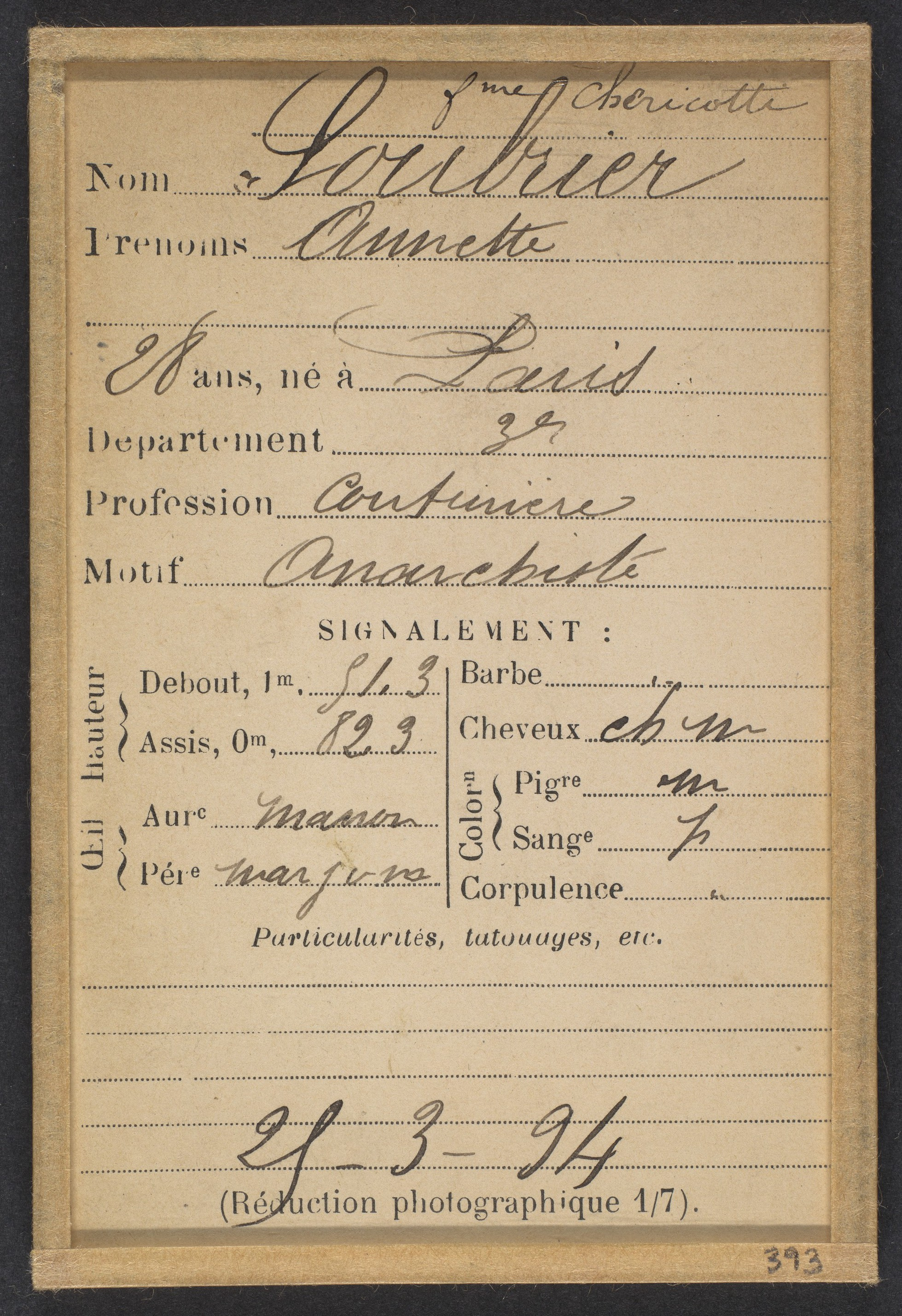
Fichier sur Annette Soubrier par Alphonse Bertillon (1894)

Chiericotti repasse ensuite en France sous une fausse identité pour rejoindre la bande à Ortiz, du nom de Léon Ortiz, qui s'implique dans des cambriolages,. Selon un indicateur de la police, Soubrier, qui est hébergée chez Louis Bergues, penserait que Chiericotti l'a abandonnée avec leur fille et essaierait de rentrer en France.
En tout cas, elle rejoint finalement son époux en France en octobre 1893, lorsqu'il s'installe avec d'autres membres de la bande au 1, avenue Brune,. En mars 1894, alors qu'elle arrive de Londres à la gare du Nord et que Chiericotti vient la chercher, les deux sont arrêtés par la police — la plupart des autres membres étant arrêtés dans les jours suivants. Elle possède sur elle des objets de valeur et des bijoux quand elle est arrêtée.

### Procès des Trente
Soubrier est alors mise en procès pendant le procès des Trente, visant trente figures de l'anarchisme en France destinées à être condamnées dans un procès politique après l'assassinat de Sadi Carnot par Sante Caserio. Les autorités mêlent les illégalistes de la bande à Ortiz à des théoriciens de l'anarchisme. Elle est accusée de complicité dans les vols de la bande mais affirme que la broche en diamant qu'elle a sur elle lors de l'arrestation serait un don amoureux de Chiericotti, entre autres.
Contrairement aux attentes, les jurés acquittent presque tous les accusés, à l'exception d'Ortiz, qui reçoit la plus grande peine (15 ans de déportation au bagne) et de quelques autres, dont Chiericotti, qui est condamné à huit ans de déportation au bagne,. Soubrier est acquittée.

### Dernières années
L'anarchiste, surveillée par la police, quitte la France et retourne à Londres, où elle s'installe,. Elle est notée comme y vivant encore en 1911 avec l'anarchiste Cesare Cova. Elle meurt entre avril et juin 1951 à Hemel Hemstead,.

## Postérité

### Rôle dans la bande à Ortiz
Selon l'historien Dominique Petit, ses nombreux allers-retours entre Londres et Paris et sa possession de biens de valeur lors de son arrestation laisseraient supposer un rôle plus central et important au sein de la bande à Ortiz que celui que les autorités françaises lui attribuent pendant le procès, Londres servant en effet de point utilisé par les illégalistes français pour écouler les biens volés sur le continent.

### Photographie policière
Sa photographie policière fait partie des collections du Metropolitan Museum of Art (MET).